# Manoel Afonso Júnior
Manoel Afonso Júnior (født 14. november 1991) er en brasiliansk fodboldspiller.